# Яблучко
Яблучко — село в Україні, у Кетрисанівській сільській громаді Кропивницького району Кіровоградської області. У 2023 році в селі зареєстровано 60 осіб.

## Історія
За радянських часів і до 2016 року село носило назву Жовтневе.

## Населення
Згідно з переписом УРСР 1989 року чисельність наявного населення села становила 49 осіб, з яких 23 чоловіки та 26 жінок.
За переписом населення України 2001 року в селі мешкали 84 особи.

### Мова
Розподіл населення за рідною мовою за даними перепису 2001 року:
| Мова       | Відсоток |
| ---------- | -------- |
| українська | 79,76 %  |
| молдовська | 17,86 %  |
| російська  | 2,38 %   |